# Vô Minh Huệ Kinh
Vô Minh Huệ Kinh (zh. 無明慧經, ja. Mumyō Ekyō, 1547-1617) là Thiền sư Trung Quốc đời Minh, thuộc đời thứ 26 tông Tào Động, pháp tử duy nhất của Thiền sư Uẩn Không Thường Trung. 
Sư là tổ sáng lập của phái Thọ Xương - một trong các hệ phái chính của tông Tào Động dưới thời Minh, Thanh. Từ dòng pháp này đã đào tạo ra nhiều vị Thiền sư nổi danh có công truyền bá và phát triển Thiền tông Trung Quốc dưới thời Minh-Thanh như Bác Sơn Nguyên Lai, Hối Đài Nguyên Cảnh, Vĩnh Giác Nguyên Hiền. Phái này được truyền sang đàng trong Việt Nam thông qua Thiền sư Thạch Liêm Đại Sán và Nhật Bản qua Thiền sư Tâm Việt Hưng Trù. 

## Cơ duyên ngộ đạo
Sư họ Bùi, quê ở huyện Sùng Nhân, Phủ Châu, tỉnh Giang Tây. Từ nhỏ sư đã ham thích Phật pháp và có chí hướng xuất gia. Vào năm 9 tuổi, sư vào trường làng học tập Nho Giáo.
Lớn lên, sư xuất gia rồi đến yết kiến Thiền sư Thường Trung ở núi Lẫm Sơn. Sư tu tại đây 3 năm và hiểu được yếu chỉ của Thiền Tông.
Sau, sư từ biệt thầy và đến Núi Nga Mi cất thảo am để chuyên tu. Một hôm, sư xem Cảnh Đức Truyền Đăng Lục tới công án: " Vị tăng hỏi Thiền sư Hưng Thiện: "Thế nào là đạo thiện?". Thiền sư Hưng Thiện đáp: "Núi Đại Hảo"". Sư liền khởi nghi tình mạnh mẽ và tham công án này hơn 3 năm, quên cả ăn ngủ.
Một hôm, trong lúc sư đang vác đá trên đường thì bỗng nhiên đại ngộ, liền viết kệ trình chổ ngộ của mình:
Vô thượng bồ-đề muốn hiểu sâu
Khai thông Đại Hảo phải mau mau
Đến rồi mới biết sơn là núi
Xoay mình vượt khỏi cửa tổ mầu.
Sau đó, sư đến gặp Thiền sư Uẩn Không Thường Trung trình sở đắc của mình. Thường Trung đem công án, thoại đầu ra chất vấn sư đều đối đáp không ngại. Thường Trung biết sư đã ngộ bèn ấn khả và truyền pháp cho sư nối Tông Tào Động.

## Hoằng pháp
Sau khi đại ngộ, sư đi du phương khắp nơi. Đầu tiên, sư đến yết kiến Thiền sư Tình Canh Vũ Độc. Đến năm 27 tuổi sư mới thọ giới cụ túc. Từ đó về sau, trong suốt 24 năm sư không xuống núi Nga Phong.
Vào năm thứ 26 (1598) niên hiệu Vạn Lịch, sư nhận lời thỉnh cầu đến trú trì chùa Bảo Phương (zh. 寳方寺) trong làng. Sư tự mình nỗ lực lao động trong vòng mấy năm sau thì dựng được một ngôi điện đường mới tại đây và có đông đúc tăng chúng khắp nơi đến tham học.
Sau đó, sư đi tham quan khắp chốn tùng lâm, qua Nam Hải thăm viếng Thiền sư Vân Thê Châu Hoằng rồi đến lễ bái tháp của tổ Bồ Đề Đạt Ma ở chùa Thiếu Lâm, Tung Sơn. Tiếp theo, sư đến thăm Thiền sư Tử Bách Chân Khả rồi vào Ngũ Đài sơn tham yết Thiền sư Thoại Phong. Sau đó sư trở lại Bảo Phương Tự và tiếp tục xiển dương tông phong Tào Động tại đây và có rất nhiều người đến tham học.
Vào năm thứ 36 (1608) niên hiệu Vạn Lịch, thể theo lời thỉnh cầu của tứ chúng, sư đến trụ trì Thọ Xương Tự (zh. 壽昌寺) ở Tân Thành. Mấy năm sau, sư tiến hành trùng tu lại các ngôi điện đường bị hoang phế và tiếp tục lao động, chuyên tâm giáo dưỡng đồ chúng bằng kệ tụng và pháp ngữ.
Phong cách của sư khá giản dị, sư theo tinh thần sinh hoạt của Thiền sư Bá Trượng Hoài Hải ngày trước: "Nhất nhật bất tác, nhất nhật bất thực " (zh. 一日不作一日不食), nghĩa là một ngày không làm thì một ngày không ăn. Dù là bậc tông sư nổi tiếng trong Thiền tông  nhưng hằng ngày sư vẫn cuốc đất làm nông, tham gia nông Thiền và đề cao tinh thần sinh hoạt tự túc trong tăng đoàn.
Sư có xuất bài kệ truyền pháp phái:
| 慧元道大興 法界一鼎新 通天兼徹地 耀古復騰今 | Huệ Nguyên Đạo Đại Hưng Pháp Giới Nhất Đỉnh Tân Thông Thiên Kiêm Triệt Địa Diệu Cổ Phục Đằng Kim |

Đến tháng 1 năm thứ 46 cùng niên hiệu trên (1617), sư bệnh nhẹ rồi gọi môn đệ lại dặn dò, cầm bút viết: "Hôm nay chỉ dạy rõ ràng" rồi an nhiên tọa thiền thị tich, hưởng thọ 71 tuổi. Môn đệ trà tỳ nhục thân sư và xây tháp thờ xá-lợi tại phương trượng. Thiền sư Hám Sơn Đức Thanh soạn bài Tân Thành Thọ Xương Vô Minh Kinh Thiền Sư Tháp Minh.
Hành trạng và pháp ngữ của sư được lưu lại trong bộ Vô Minh Huệ Kinh Thiền Sư Ngữ Lục (zh. 無明慧經禪師語錄, 4 quyển) và Vô Minh Hòa Thượng Hạnh Nghiệp Ký (zh. 無明和尚行業記).

## Pháp ngữ
Một số bài Thiền kệ do sư sáng tác dùng để dạy đại chúng còn lưu lại đến nay (Dương Đình Hỷ dịch Việt):
Bài thứ 1:
| 冒雨衝風去 披星戴月歸 不知身有苦 惟慮行門虧 | Mạo vũ xung phong khứ Phi tinh đới nguyệt quy Bất tri thân hữu khổ Duy lự hành môn khuy. | Ra đi trong mưa gió Lại đội trăng sao về Chẳng biết thân mình khổ Chỉ sợ chưa đủ tu. |

Bài thứ 2:
| 處處皆為般若場 山山自有白雲藏 丈夫各解翻身去 豈肯甘心負臭囊 | Xứ xứ giai vi bát nhã trường Sơn sơn tự hữu bạch vân tàng Trượng phu các giải phiên thân khứ Khởi khẳng cam tâm phụ xú nang. | Nơi nơi đều là bát nhã trường Núi non đều có mây trắng vương Trượng phu lúc hiểu đều cất bước Há chịu mang hoài túi xương hôi? |